# Bambusería de Zhejiang

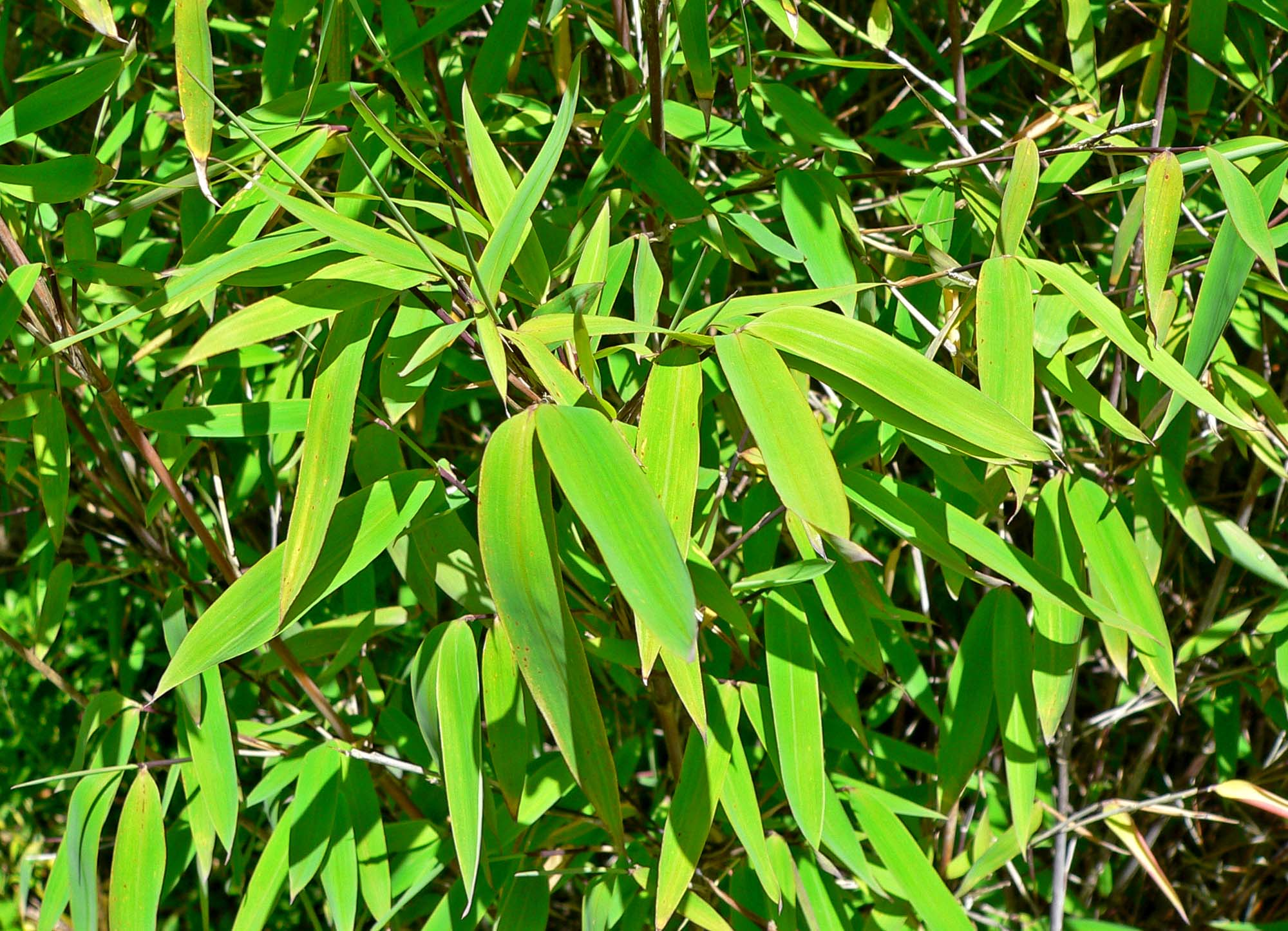
Follaje de Fargesia nitida.

La Bambusería de Zhejiang, en chino: 浙江竹类植物园, en inglés : Zhejiang Bamboo Botanical Garden es un jardín botánico especializado en bambús que se encuentra en Zhejiang, China. Su código de identificación internacional como institución botánica es ZHEJ

## Localización
Se encuentra ubicado en una zona de ecoturismo con la aldea del turismo ecológico de Baisha, y lago del oeste de Hangzhou. 
浙江竹类植物园 (Zhejiang Bamboo Botanical Garden), 中国浙江省杭州市西郊留下浙江林业科学院，邮编 310023 (Zhejiang Institute of Forestry Sciences, Liuxia, Western Suburbs, 310023), 浙江 (Hangzhou), 杭州 (Zhejiang), China.

## Historia
Fue fundado en 1985

## Colecciones
Está considerado como el jardín botánico de bambús (bambusería), mayor del mundo.
Alberga 300 especies de bambús entre las que destacan los géneros ; Acidosasa, Arundinaria, Bambusa, Bashania, Chimonbambusa, Fargesia, Indocalamus, Indosasa, Oreoclamus, Phyllostachys, Pleioblastus, Pseudosasa, Sinobambusa . . 
Dentro del mismo jardín botánico se encuentra,
- Museo del bambú chino